# Spirinchus starksi
Spirinchus starksi är en fiskart som först beskrevs av Fisk, 1913.  Spirinchus starksi ingår i släktet Spirinchus och familjen norsfiskar. Inga underarter finns listade i Catalogue of Life.